# Velennes (Somme)
Velennes település Franciaországban, Somme megyében. Lakosainak száma 141 fő (2022. január 1.). Velennes Contre, Conty és Frémontiers községekkel határos.

## Népesség
A település népessége az elmúlt években az alábbi módon változott:
| Lakosok száma | 148  | 147  | 149  | 149  | 149  | 146  | 144  | 141  |
|               | 2013 | 2015 | 2017 | 2018 | 2019 | 2020 | 2021 | 2022 |